# Powerhouse (jeu vidéo)
Powerhouse (stylisé PowerHouse) est un jeu vidéo de gestion conçu par David lester et Chris Foster publié par Impressions Games en 1995 sur PC. Le jeu se déroule dans un futur hypothétique, en 2020, alors que les ressources de la planète sont en train de disparaître après 20 ans d’un capitalisme effréné.  Pour empêcher la catastrophe, l’ONU décide alors de fermer toutes les sociétés du secteur de l’énergie et de confier la gestion de ces ressources à quatre super corporation, les PowerHouse. Le joueur dirige l’une d’entre elles et affrontent les trois autres, qui peuvent être contrôlées par l’ordinateur ou un autre joueur. Au cours d’une partie, le joueur doit d’abord évalué les ressources potentielles des différents territoires en y envoyant des chercheurs. Il peut ensuite décider de l’orientation à prendre entre les énergies fossiles, qui sont très rentables mais s’épuisent rapidement, ou les énergies renouvelables comme le solaire ou la géothermie. L’objectif du joueur est d’atteindre la meilleure part de marché dans les différents territoires, puis de la conserver malgré les évolutions de la situation politique. 

## Trame
Powerhouse se déroule dans un futur hypothétique, au début du XXIe siècle, après deux décennies de prospérité du capitalisme porté par une révolution dans le secteur de la communication ayant permis le développement d’un réseau commercial à l’échelle planétaire. Cette prospérité est cependant menacée par l’épuisement des ressources en énergie fossile de la planète, qui promet une guerre commerciale féroce entre les principales entreprises du secteur. Pour empêcher la catastrophe, l’ONU décide alors de fermer toutes les sociétés du secteur de l’énergie, puis de confier la gestion des ressources planétaire à quatre supers corporations, les PowerHouse. Le joueur se voit confier la direction d’une d’entre-elles et doit donc faire face à la concurrence des trois autres,.

## Système de jeu
Powerhouse est un jeu de gestion dans lequel le joueur dirige une entreprise du secteur de l’énergie et affronte la concurrence de trois autres sociétés équivalentes. Le jeu débute le 1er janvier 2020, alors que la planète a été découpée en un certain nombre de territoires. Seul l’un d’eux est au départ disponible pour l’exploitation des ressources mais lorsque 85 % des besoins en énergie de la zone sont couverts, un nouveau territoire est débloqué. Sur chaque territoire, les joueurs doivent gérer l’exploitation de neuf ressources naturelles : le pétrole, le gaz naturel, le charbon, le nucléaire, le solaire, l’hydro-électrique, le vent, la géothermie et les marées. Parmi celles-ci, les énergies fossiles sont celles qui permettent de faire le plus rapidement des profits mais comme les réserves sont très limitées, elles sont rapidement épuisées. De plus, en fonction des territoires, les responsables politiques peuvent faire plus ou moins attention à l’écologie, et donc imposer des taxes aux industries les plus polluantes. Lorsque débute l’exploitation d’une nouvelle zone, la première phase est de prospecter la zone afin de trouver les meilleurs terrains à exploiter. Après avoir payé une taxe, le joueur peut ainsi envoyés ses employés faire analyser des terrains afin d’estimer la quantité de ressource qui s’y trouve. Après avoir construit des usines, le joueur peut embaucher des savants afin de conduire des recherches, qui lui permettent d’améliorer le rendement de ses installations. Outre l’exploitation, le joueur doit également gérer l’aspect financier de son entreprise par l’intermédiaire de prêt ou de vente d’actions. Il peut également tenter d’influencer les hommes politiques, afin qu’ils conduisent une politique en sa faveur, ou embaucher une équipe spéciale pour mener, discrètement, des opérations de sabotages chez ses concurrents. Le joueur doit enfin gérer les évènements extérieurs, comme les catastrophes naturelles ou les guerres, qui peuvent endommager ses installations.

## Accueil
| PowerHouse            |      |       |
| Média                 | Pays | Notes |
| Computer Gaming World | US   | 2/5   |
| Gen4                  | FR   | 64 %  |
| Joystick              | FR   | 72 %  |
| PC Gamer UK           | GB   | 65 %  |